# Mauro Calibani
Mauro Calibani (Ascoli Piceno, 10 maggio 1974) è un arrampicatore italiano.
Pratica l'arrampicata in falesia, il bouldering e ha gareggiato nelle competizioni di boulder e difficoltà.
Insieme a Christian Core è l'unico atleta italiano ad aver vinto un Campionato del mondo boulder, nel 2001.

## Biografia
Nel 1995 ha iniziato a partecipare alle competizioni internazionali. Dopo aver gareggiato per tre anni nella specialità lead dal 2001 è passato ai boulder.
In quel primo anno ha vinto un Campionato del mondo e ha anche sfiorato la vittoria nella Coppa del mondo. Nel 2002 e nel 2003 ha vinto il Rock Master di boulder.
Dal 1997 ha aperto moltissimi boulder presso Meschia, frazione del comune di Roccafluvione. Nel 2002 però l'area viene chiusa dal proprietario dei terreni ed è accessibile solo con un permesso.
Nel 1998 ha aperto l'azienda E9 di abbigliamento per l'arrampicata e il tempo libero.

## Palmarès

### Coppa del mondo
|         | 1995 | 1996 | 1997 | 1998 | 1999 | 2000 | 2001 | 2002 | 2003 | 2004 | 2005 | 2006 |
| ------- | ---- | ---- | ---- | ---- | ---- | ---- | ---- | ---- | ---- | ---- | ---- | ---- |
| Lead    | 60   | 24   | 23   |      |      |      |      |      |      |      |      |      |
| Boulder |      |      |      |      |      |      | 2    | 6    | 15   | 27   | 41   | 36   |

### Campionato del mondo
|         | 1995 | 1997 | 1999 | 2001 | 2003 |
| ------- | ---- | ---- | ---- | ---- | ---- |
| Lead    | 33   | 25   |      |      |      |
| Boulder |      |      |      | 1    | 4    |

## Boulder
- 8C/V15:
  - Tonino 78 - Meschia (Roccafluvione, ITA) - 2004 - Prima salita[4][5]
- 8B+/V14:
  - Dreamtime - Cresciano (SUI) - 27 febbraio 2004[6]
  - Leonardo Da Vinci - Meschia (Roccafluvione, ITA) - aprile 2003 - Prima salita[7]

## Arrampicata trad
- Is not always Pasqua (E9 7a) - Interprete di Montegallo Monti Sibillini (ITA) - 15 ottobre 2002[8]

La via è stata ripetuta da Cristian Brenna nel 2003.

## Deep Water Soloing
Nel 2007 ha partecipato alla prima esperienza italiana di Deep Water Solo ossia l'arrampicata slegati sul mare, senza altra sicurezza che l'acqua sottostante. Di questo viaggio è stato girato un video intitolato Dove finisce la terra.